# U.S.D. Irsinese Calcio Matera
USD Irsinese Calcio Matera là một câu lạc bộ bóng đá Ý đến từ Irsina, Basilicata.

## Lịch sử

### Fortis Murgia Irsina
Câu lạc bộ được thành lập vào ngày 22 tháng 7 năm 2009 khi Fortis Murgia Irsina mua lại danh hiệu thể thao của Azzurra Tricarico ở Eccellenza Basilicata. Trong mùa giải 2009-10, Fortis Murgia đã giành chiến thắng tại giải đấu này và Coppa Italia Eccellenza và được thăng hạng lên Serie D nơi họ chơi trận đấu trên sân nhà ở Altamura.

### Matera Irsinese
Vào mùa hè năm 2011, câu lạc bộ sáp nhập với Real Irsina, một câu lạc bộ chơi ở Promozione Basilicata, trở thành USD Irsinese Calcio. Vào ngày 16 tháng 12 năm 2011, nó được đổi tên thành USD Irsinese Calcio Matera.
Vào mùa hè 2012, danh hiệu thể thao của Serie D đã được chuyển sang Matera Calcio và vì thế nó đã bị giải thể.

## Màu sắc và huy hiệu
Màu sắc của đội là trắng và xanh.

## Sân vận động
Đội được chơi tại Stadio XXI Settembre - Franco Salerno, ở Matera, có sức chứa 8.500.